# Percy Hugh Beverley Lyon
Percy Hugh Beverley Lyon (* 1893; † 1986) war ein britischer Schuldirektor und Schriftsteller. Im Ersten Weltkrieg diente er als Leutnant in der Durham Light Infantry und erhielt ein Military Cross für seine Tapferkeit. Trotzdem geriet er in deutsche Gefangenschaft, wo er das Kriegsende erlebte.
Lyon, der am Oriel College an der Universität Oxford studiert hatte, hatte zwischen 1910 und 1914 bereits Gedichte in der Zeitschrift Oxford Poetry veröffentlicht. 1918 wurde ihm der Newdigate-Preis für sein Gedicht France zugesprochen. In den 20er Jahren veröffentlichte Lyon Gedichte in einer Reihe von Zeitschriften wie dem London Mercury, The Oxford Magazine, The Spectator und der Westminster Gazette.
Lyon war von 1931 bis 1948 Direktor der Rugby School.

## Werke von Percy Hugh Berverley Lyon
- Songs of War & Youth (1918)
- Turn Fortune (1923)

Beiträge in Sammelbänden:
- More Songs By the Fighting Men (Soldier Poets Second Series; London: Erskine MacDonald Ltd., 1917)
- Valour & Vision: Poems of the War (1920)
- Selections from Modern Poets, Hrsg. J. C. Squire
- Later English Poems, 1901-1922, Hrsg. James Elgin Wetherell
- Up The Line To Death: The War Poets 1914-1918, Hrsg. Brian Gardner (1964)